# Макаров Олег Михайлович
Оле́г Миха́йлович Мака́ров (8 жовтня 1985 — 12 листопада 2014) — сержант Збройних сил України.

## Короткий життєпис
В часі війни — командир відділення, 532-й окремий ремонтно-відновлювальний батальйон.
12 листопада 2014-го вирушив із бійцями ремонтувати гармату БМП, що заклинила. В другій половині дня загинув під час мінометного обстрілу взводного опорного пункту поблизу Пісків — снаряд потрапив в «Урал», почали вибухати набої, тоді загинув і старший лейтенант Юрій Цибулін, один військовик поранений. Проте гармата БМП була відремонтована.
Похований в селі Водяне, Синельниківський район.

## Нагороди
- 27 червня 2015 року — орденом «За мужність» III ступеня, за особисту мужність і героїзм, виявлені у захисті державного суверенітету та територіальної цілісності України, вірність військовій присязі під час російсько-української війни.